# Адельбульнер, Михаэль
Михаэль Адельбульнер (нем. Michael Adelbulner; 3 февраля 1702, Нюрнберг — 21 июля 1779, Альтдорф-Нюрнберг) — немецкий математик, физик и астроном.

## Биография
Михаэль родился в семье книгопечатника Иоганна Эрнста Адельбульнера. После посещения гимназии в Нюрнберге переехал в Лейпциг, чтобы начать обучение по профессии отца. Помимо этого, он изучал гуманитарные науки и философию. Жил в Галле, Магдебурге и Гамбурге, из-за смерти своей матери вернулся в родной город. Там вскоре начал изучать математику и астрономию у Иоганна Доппельмайера и Иоганна Леонгарта Роста. После четырёх лет продолжил обучение в Альтдорфском университете, гуманитарные науки изучал у Шварца, высшую математику — у Иоганна Генриха Мюллера, а философию у Михаэля Кельша.
В 1733 году по инициативе путешествовавшего Андерса Цельсия начал издавать первый журнал о астрономии Commercium litterarium ad astronomiae incrementum. После этого в 1736 году был принят в Прусскую академию наук.
После смерти отца в 1737 году и по инициативе Кристофа Якоба Трева и Д. Кнопфа продал типографию своего отца и вернулся в Альтдорф для изучения медицины у Иоганна Якоба Янтке и Вайса (нем. Weiß). В 1738 году защитил докторскую диссертацию по медицине по теме «Theses medicae physiologico-pathologicae, Pulmonum fabricam, usum, uariaque, quibus affliguntur, incommoda generatim complectentes». В 1741 году стал членом «Леопольдины».
В 1742 году после смерти старого профессора Михаэля Кельша в Альтдорфе стал его преемником на кафедре математики.